# Latowicz
Latowicz è un comune rurale polacco del distretto di Mińsk, nel voivodato della Masovia.
Ricopre una superficie di 114,15 km² e nel 2004 contava 5 611 abitanti.